# Rio Pardo (Rio Jacuí)
Der Rio Pardo ist ein Fluss im Bundesstaat Rio Grande do Sul in Brasilien.
Der Fluss ist 250 km lang und mündet als Zufluss bei der Stadt Rio Pardo in den Rio Jacuí. Ein linker Zufluss ist der Rio Pardinho.

## Einzugsgebiet
Das Einzugsgebiet ist das Vale do Rio Pardo.

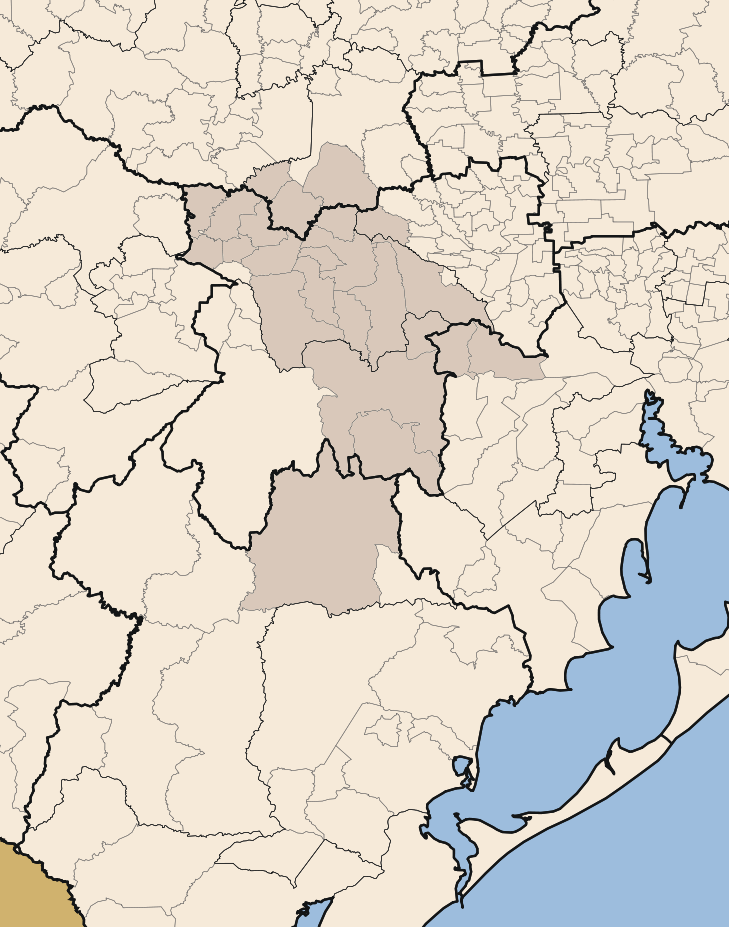
Vale do Rio Pardo
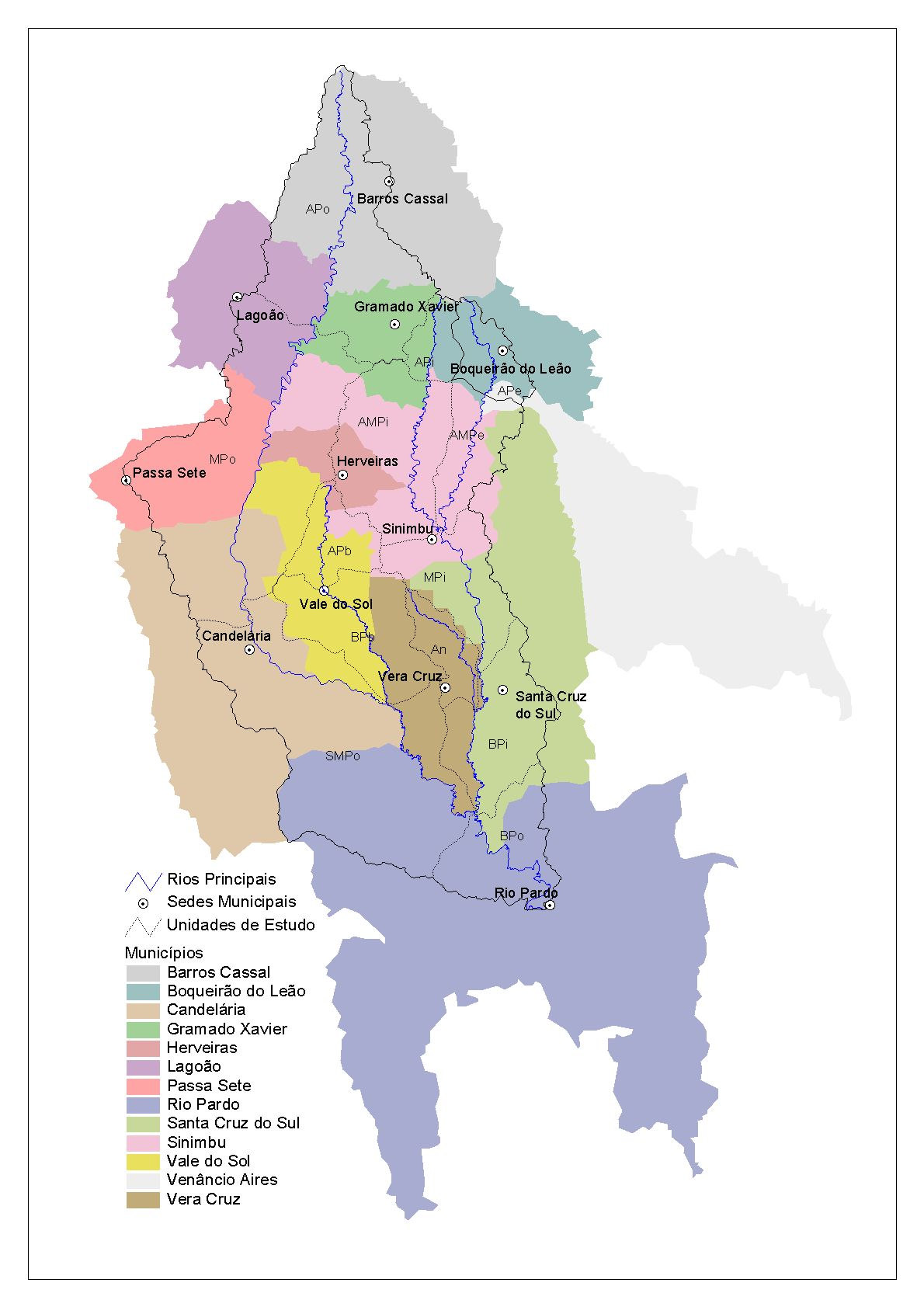
Gemeinden im Einzugsbereich
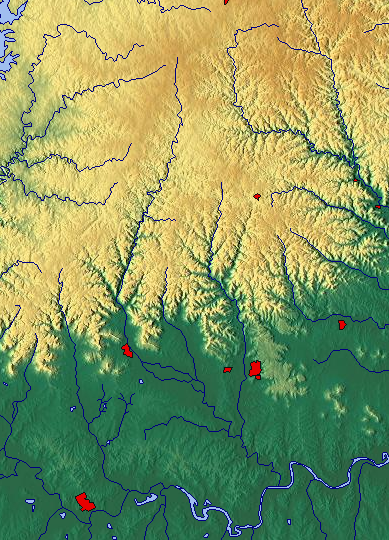
Topographie des Rio Pardo